# Radioactive (canção de Rita Ora)
"Radioactive" é uma canção gravada pela artista inglesa Rita Ora, gravada para o seu álbum de estreia Ora. Composta por Sia Furler e Greg Kurstin e produzida por Greg Kurstin. Musicalmente, "Radioactive" é uma música de dança uptempo, com influências da música eletrônica e R&B.

## Lançamento
Em julho de 2012, foi anunciado que "Radioactive" serviria como o terceiro single do ORA nos Estados Unidos. Em novembro de 2012, foi confirmado que a canção seria lançada como quarto single do ORA no Reino Unido. A arte da capa para a canção foi revelada em 9 de janeiro de 2013, onde mostra Rita contra um pano de fundo de estrelas coloridas.

## Videoclipe
O vídeo da música, dirigido por Syndrome estreou no YouTube em 10 de dezembro de 2012, com duração total de quatro minutos e 22 segundos. O vídeo da música apresenta intensa animação e gráficos, junto com a moda futurista e robótica. Em 18 de dezembro de 2012, um vídeo dos bastidores foi postada em sua página oficial no VEVO.

## Lista de faixas
| Download digital |               |         |  |
| N.º              | Título        | Duração |  |
| 1.               | "Radioactive" | 4:11    |  |

| Lista de faixas |                                      |         |  |
| N.º             | Título                               | Duração |  |
| 1.              | "Radioactive"                        | 4:11    |  |
| 2.              | "Radioactive" (Zed Bias Remix)       | 6:16    |  |
| 3.              | "Radioactive" (Waze & Odyssey Remix) | 6:44    |  |
| 4.              | "Radioactive" (The Flexican Remix)   | 5:08    |  |
| 5.              | "Radioactive" (Baggi Begovic Remix)  | 5:46    |  |
| 6.              | "Radioactive" (Lucien Foort Remix)   | 6:22    |  |

## Desempenho nas paradas musicais
| Tabela musical (2013)          | Melhor posição |
| ------------------------------ | -------------- |
| Austrália (ARIA Charts)        | 33             |
| Irlanda (IRMA)                 | 40             |
| Reino Unido (UK Singles Chart) | 18             |

## Histórico de lançamento
| País        | Data                    | Formato          | Gravadora  |
| ----------- | ----------------------- | ---------------- | ---------- |
| Reino Unido | 11 de fevereiro de 2013 | download digital | Roc Nation |